# Rock and Roll Machine
Rock and Roll Machine – singel zespołu Client promujący album Client wydany w kwietniu 2003.

## Informacje
- Nagrano w Toast Hawaii
- Produkcja
- Teksty i muzyka

## WydaniaToast Hawaii
- 12 Toast Hawaii 002 wydany w kwietniu 2003
  1. Rock and Roll Machine (Extended Mix)
  2. Rock and Roll Machine (Sie Medway-Smith mix)
  3. Rock and Roll Machine (Droyds mix)

- CD Toast Hawaii 002 wydany w kwietniu 2003
  1. Rock and Roll Machine (Edit)¹
  2. Daredevils
  3. Pills (Half Dose Mix)

- CD Toast Hawaii 002 reedycja w marcu 2004
  1. Rock and Roll Machine (Extended Mix)²
  2. Rock and Roll Machine (Sie Medway-Smith mix)
  3. Rock and Roll Machine (Droyda mix)

¹ - miksowanie Daniel Miller

² - miksowanie Andrew Fletcher